# Jackson Hole Economic Symposium
Il Jackson Hole Economic Symposium è una conferenza annuale di politica economica organizzata dalla Federal Reserve Bank di Kansas City. L’evento si tiene a Jackson Hole, Wyoming, ed è considerato uno degli incontri più longevi e importanti nel campo della politica monetaria e delle banche centrali a livello mondiale.
Il Jackson Hole Economic Symposium è un evento di grande rilievo per la comunità finanziaria e politica mondiale, in quanto spesso anticipa indirizzi e decisioni che influenzano le politiche monetarie globali. Le dichiarazioni e gli interventi dei partecipanti, in particolare dei banchieri centrali più influenti come il Presidente della Federal Reserve, il Governatore della Banca d’Inghilterra e il Presidente della Banca Centrale Europea, vengono attentamente monitorati dai mercati finanziari. Eventuali comunicazioni inattese o nuove analisi possono provocare reazioni immediate sui mercati azionari e valutari, sottolineando il ruolo chiave del simposio come punto di riferimento per la comprensione delle dinamiche economiche globali. Inoltre, l’evento favorisce la collaborazione e lo scambio di idee tra i principali attori delle politiche economiche, contribuendo a costruire un consenso e a migliorare la gestione delle sfide macroeconomiche a livello internazionale.

## Storia
Il simposio è nato nel 1978 dalla Federal Reserve Bank di Kansas City, con lo scopo di creare un momento di confronto aperto su temi di politica economica che riguardano il mondo intero. Dal 1981 si svolge sempre a presso il Jackson Hole Logde a Jackson Hole, un posto isolato che aiuta a mantenere le discussioni tranquille e concentrate.Nel tempo il simposio è diventato un punto di riferimento per parlare di problemi complessi come inflazione, i mercati del lavoro, il commercio internazionale e la stabilità finanziaria. Grazie alla presenza di economisti famosi, banchieri centrali e responsabili delle politiche economiche di tutto il mondo, questo evento ha aiutato a orientare molte decisioni importanti a livello globale.
La partecipazione al Jackson Hole Economic Symposium è molto selettiva e ogni anno partecipano circa 120 persone, scelte in base al tema dell’anno. Tra i partecipanti ci sono banchieri centrali importanti, membri del Federal Reserve System, professori universitari, giornalisti economici, dirigenti del settore finanziario e funzionari del governo. L’evento cerca di avere una rappersentanza geografica varia per portare punti di vista diversi. Anche la stampa è invitata solo in parte, per garantire trasparenza ma senza disturbare o influenzare troppo il dibattito. Per partecipare bisogna pagare una quota che serve a coprire le spese dell’evento e mantenere un ambiente professionale.

## Simposi
Ogni anno il simposio si focalizza su un tema centrale di attualità economica, scelto dalla Federal Reserve Bank di Kansas City. Gli esperti invitati preparano e presentano documenti di ricerca approfonditi che affrontano diverse sfaccettature del tema selezionato. I paper presentati vengono resi disponibili gratuitamente online, insieme alle trascrizioni integrali degli interventi, offrendo così a un pubblico vasto e internazionale l’opportunità di accedere a contenuti di elevato livello scientifico. I temi affrontati spaziano dall’inflazione alla trasformazione dei mercati del lavoro, dall’impatto delle grandi aziende tecnologiche sulla concorrenza alla resilienza delle politiche monetarie dopo le crisi finanziarie. . I temi trattati in ogni singolo simposio:
- 1978 – World Agricultural Trade: The Potential for Growth (Il commercio agricolo mondiale: il potenziale di crescita)
- 1979 – Western Water Resources: Coming Problems and the Policy Alternatives (Risorse idriche occidentali: problemi imminenti e alternative politiche)
- 1980 – Future Sources of Loanable Funds for Agricultural Banks (Fonti future di fondi prestabili per le banche agricole)
- 1981 – Modeling Agriculture for Policy Analysis in the 1980's (Modellare l’agricoltura per l’analisi delle politiche negli anni ’80)
- 1982 – Monetary Policy Issues in the 1980's (Problemi di politica monetaria negli anni ’80)
- 1983 – Industrial Change and Public Policy (Cambiamenti industriali e politica pubblica)
- 1984 – Price Stability and Public Policy (Stabilità dei prezzi e politica pubblica): la riunione si è concentrata sulle cause dell'inflazione.
- 1985 – Competing in the World Marketplace: The Challenge for American Agriculture (Competere nel mercato mondiale: la sfida per l’agricoltura americana)
- 1985 – The U.S. Dollar – Recent Developments, Outlook, and Policy Options (Il dollaro USA – sviluppi recenti, prospettive e opzioni politiche)
- 1986 – Debt, Financial Stability, and Public Policy (Debito, stabilità finanziaria e politica pubblica)
- 1987 – Restructuring the Financial System (Ristrutturare il sistema finanziario)
- 1988 – Financial Market Volatility (Volatilità dei mercati finanziari)
- 1989 – Monetary Policy Issues in the 1990's (Problemi di politica monetaria negli anni ’90)
- 1990 – Central Banking Issues in Emerging Market-Oriented Economies (Problemi della banca centrale nelle economie orientate al mercato emergente)
- 1991 – Policy Implications of Trade and Currency Zones (Implicazioni politiche del commercio e delle zone valutarie)
- 1992 – Policies for Long-Run Economic Growth (Politiche per la crescita economica a lungo termine)
- 1993 – Changing Capital Markets: Implications for Monetary Policy (Cambiamenti nei mercati dei capitali: implicazioni per la politica monetaria)
- 1994 – Reducing Unemployment: Current Issues and Policy Options (Ridurre la disoccupazione: questioni attuali e opzioni politiche)
- 1995 – Budget Deficits and Debt: Issues and Options (Deficit di bilancio e debito: questioni e opzioni)
- 1996 – Achieving Price Stability (Raggiungere la stabilità dei prezzi)
- 1997 – Maintaining Financial Stability in a Global Economy (Mantenere la stabilità finanziaria in un’economia globale)
- 1998 – Income Inequality Issues and Policy Options (Disuguaglianza di reddito: problemi e opzioni politiche)
- 1999 – New Challenges for Monetary Policy (Nuove sfide per la politica monetaria)
- 2000 – Global Economic Integration: Opportunities and Challenges (Integrazione economica globale: opportunità e sfide)
- 2001 – Economic Policy for the Information Economy (Politica economica per l’economia dell’informazione)
- 2002 – Rethinking Stabilization Policy (Ripensare la politica di stabilizzazione)
- 2003 – Monetary Policy and Uncertainty: Adapting to a Changing Economy (Politica monetaria e incertezza: adattarsi a un’economia in cambiamento)
- 2004 – Global Demographic Change: Economic Impacts and Policy Challenges (Cambiamento demografico globale: impatti economici e sfide politiche)
- 2005 – The Greenspan Era: Lessons for the Future (L’era Greenspan: lezioni per il futuro)
- 2006 – The New Economic Geography: Effects and Policy Implications (La nuova geografia economica: effetti e implicazioni politiche)
- 2007 – Housing, Housing Finance, and Monetary Policy (Abitazioni, finanziamento delle abitazioni e politica monetaria)
- 2008 – Maintaining Stability in a Changing Financial System (Mantenere la stabilità in un sistema finanziario in cambiamento)
- 2009 – Financial Stability and Macroeconomic Policy (Stabilità finanziaria e politica macroeconomica)
- 2010 – Macroeconomic Challenges: The Decade Ahead (Sfide macroeconomiche: il decennio a venire)
- 2011 – Achieving Maximum Long-Run Growth (Raggiungere la massima crescita a lungo termine)
- 2012 – The Changing Policy Landscape (Il panorama politico in cambiamento)
- 2013 – Global Dimensions of Unconventional Monetary Policy (Dimensioni globali della politica monetaria non convenzionale)
- 2014 – Re-Evaluating Labor Market Dynamics (Rivalutare le dinamiche del mercato del lavoro)
- 2015 – Inflation Dynamics and Monetary Policy (Dinamiche dell’inflazione e politica monetaria)
- 2016 – Designing Resilient Monetary Policy Frameworks for the Future (Progettare quadri di politica monetaria resilienti per il futuro): La riunione si è concentrata sugli effetti dei bilanci delle banche centrali sulla stabilità finanziaria.
- 2017 – Fostering a Dynamic Global Economy (Favorire un’economia globale dinamica)
- 2018 – Changing Market Structures and Implications for Monetary Policy (Cambiamento delle strutture di mercato e implicazioni per la politica monetaria): La riunione si è concentrata sull'effetto dei giganti della tecnologia sull'economia.
- 2019 – Challenges for Monetary Policy (Sfide per la politica monetaria)
- 2020 – Navigating the Decade Ahead: Implications for Monetary Policy (Navigare il decennio a venire: implicazioni per la politica monetaria): Alla riunione Jerome Powell ha annunciato una nuova politica per aumentare i tassi di interesse non semplicemente basata sulla disoccupazione o sulle aspettative di inflazione.[4] Durante la pandemia di COVID-19 il simposio economico si è tenuto virtualmente per il 2020 e il 2021. Circa 100-120 economisti, banchieri centrali e giornalisti si incontrano per il simposio.[5][6][7]
- 2021 – Macroeconomic Policy in an Uneven Economy (Politica macroeconomica in un’economia disomogenea)
- 2022 – Reassessing Constraints on the Economy and Policy (Rivalutare i vincoli sull’economia e sulla politica): La riunione  è stata la prima riunione di persona dal 2020. Nonostante abbia riconosciuto il rischio di recessione, la maggior parte dei banchieri centrali ha espresso la propria determinazione ad aumentare i tassi di interesse allo scopo di frenare l'inflazione. Il governatore della Bank of Japan Haruhiko Kuroda è stato eccezionale nell'esprimere la sua necessità di continuare a ridurre i tassi di interesse.[8]
- 2023 – Structural Shifts in the Global Economy (Cambiamenti strutturali nell’economia globale)
- 2024 – Reassessing the Effectiveness and Transmission of Monetary Policy (Rivalutare l’efficacia e la trasmissione della politica monetaria)

### 2024
Il simposio del 2024 si è svolto dal 22 al 24 agosto 2024. Il tema centrale di questa edizione era "Reassessing the Effectiveness and Transmission of Monetary Policy" (cioè "Rivalutare l’efficacia e la trasmissione della politica monetaria"). Questo è avvenuto in un periodo particolarmente instabile, dopo le grandi manovre economiche degli anni segnati dal COVID-19. Il simposio ha messo insieme banchieri centrali, economisti accademici e decisori politici da tutto il mondo, con l’obiettivo di riflettere su come la politica monetaria è stata messa in atto e quali effetti abbia avuto sull’economia reale. Si è cercato di capire se e quanto sia stata utile per ridurre l’inflazione senza danneggiare la crescita economica e il mercato del lavoro. Le domande chiave erano su come la trasmissione monetaria funziona davvero in periodi così strani.
Il simposio ha mostrato che non si può più dare per scontato come funziona la politica monetaria, specie dopo anni così strani. I modelli vanno aggiornati, e bisogna tenere conto di come la domanda, l’offerta, le aspettative e il sistema finanziario interagiscono. Il messaggio finale è che la politica monetaria può ridurre l’inflazione senza creare disoccupazione, ma solo se la fiducia nella banca centrale resta alta.. I principali temi dibattuti:
- Evoluzione post-pandemica dell’inflazione: Jerome Powell, capo della Federal Reserve, ha fatto il discorso iniziale parlando dell’andamento dell’inflazione dopo la pandemia. Ha detto che all’inizio si era pensato che l’aumento dei prezzi sarebbe stato "temporaneo", ma poi si è capito che non era così. La Fed ha quindi aumentato velocemente i tassi di interesse e, secondo lui, questa azione ha aiutato a mantenere sotto controllo le aspettative sui prezzi e ha evitato una recessione.[9]
- Curva di Phillips e Beveridge nei mercati del lavoro tesi: Gauti Eggertsson ha parlato di una nuova versione della curva di Phillips, chiamata "curva a L inversa". Secondo lui, quando ci sono tanti posti di lavoro vacanti e pochi disoccupati, l’inflazione diventa molto più sensibile. Ha anche mostrato che la curva di Beveridge diventa molto ripida in queste situazioni. Guido Lorenzoni e Iván Werning hanno aggiunto che il problema non era solo nel mercato del lavoro, ma anche negli squilibri tra settori dopo la pandemia, tipo troppa domanda di beni e non abbastanza di servizi. Alcuni paesi hanno avuto inflazione pure senza mercati del lavoro molto tesi.[9]
- Debito pubblico nei mercati maturi: Hanno Lustig ha presentato un lavoro in cui si domanda se il debito pubblico è ancora considerato "sicuro" o se ormai è diventato "rischioso". Ha fatto notare che dal 2020 il valore reale dei titoli di Stato americani è calato del 26% nei giorni di notizie su deficit alti. Questo indicherebbe che gli investitori temono che il debito venga ripagato con l’inflazione. Anna Cieslak, però, ha detto che il calo iniziale era dovuto a una "corsa alla liquidità", non alla paura dell’inflazione. Secondo lei, c’è stato anche un errore della Fed nel tenere i tassi troppo bassi quando l’inflazione era già sopra il 6%.[9]
- Mercati finanziari e trasmissione della politica monetaria: in un panel con Anil Kashyap, Patricia Mosser ed Eric Swanson, si è parlato di come la politica monetaria passa attraverso i mercati finanziari. Kashyap ha detto che gli acquisti di asset da parte delle banche centrali possono aiutare la stabilità finanziaria ma che sarebbe meglio separarli dalle politiche monetarie "normali". Mosser ha parlato di come la regolamentazione, la liquidità e le nuove tecnologie influenzano la trasmissione. Swanson ha detto che le banche centrali oggi comunicano molto meglio, ma anche che i mercati si fanno influenzare da quello che dicono, anche senza cambi nei tassi.[9]
- Percezioni dei mercati sulle reazioni delle banche centrali: Carolin Pflueger ha mostrato che tra il 2020 e il 2022, né i mercati né gli analisti credevano che la Fed avrebbe alzato i tassi per rispondere all’inflazione. Solo dopo il primo rialzo nel marzo 2022 le aspettative sono cambiate. Secondo lei, la banca centrale dovrebbe spiegare meglio come decide i suoi interventi, soprattutto quando i tassi sono a zero o quasi. Janice Eberly ha aggiunto che le regole di Taylor stimate prima della pandemia non erano molto affidabili.[9]
- Politica monetaria e bilanci bancari: Philipp Schnabl ha presentato uno studio su come le politiche della Fed hanno influito sul mercato dei mutui. Durante la pandemia, la Fed ha comprato tanti MBS (titoli garantiti da mutui), e questo ha fatto scendere i tassi sui mutui e aumentato le erogazioni. Secondo lui, queste misure hanno aggiunto più di 2.000 miliardi di dollari in nuovi mutui tra il 2020 e il 2021. Ma con l’inizio del quantitative tightening il fenomeno si è invertito. Kristin Forbes ha detto che l’effetto stimato potrebbe essere esagerato e che la riduzione degli acquisti non ha avuto lo stesso impatto all’inverso.[9]
- Tavola rotonda finale: nel panel conclusivo, Ida Wolden Bache ha spiegato come la politica monetaria incide direttamente sul reddito disponibile delle famiglie, specialmente in paesi dove i mutui hanno tasso variabile e il debito delle famiglie è alto. Philip Lane, dalla Banca Centrale Europea, ha detto che in Europa le strette monetarie hanno frenato la domanda, rafforzato le aspettative d'inflazione e rallentato la crescita. Ha detto anche che l’inflazione è quasi sotto controllo, ma che serve prudenza. Infine, Roberto Campos Neto del Brasile ha detto che la politica monetaria dopo la pandemia ha funzionato meno del previsto. Secondo lui, la spesa pubblica e i trasferimenti fiscali hanno annullato parte degli effetti dei tassi alti. Ha parlato anche del rischio che la crescita in Cina rallenti più del previsto.[9]